# Raffaele Calace

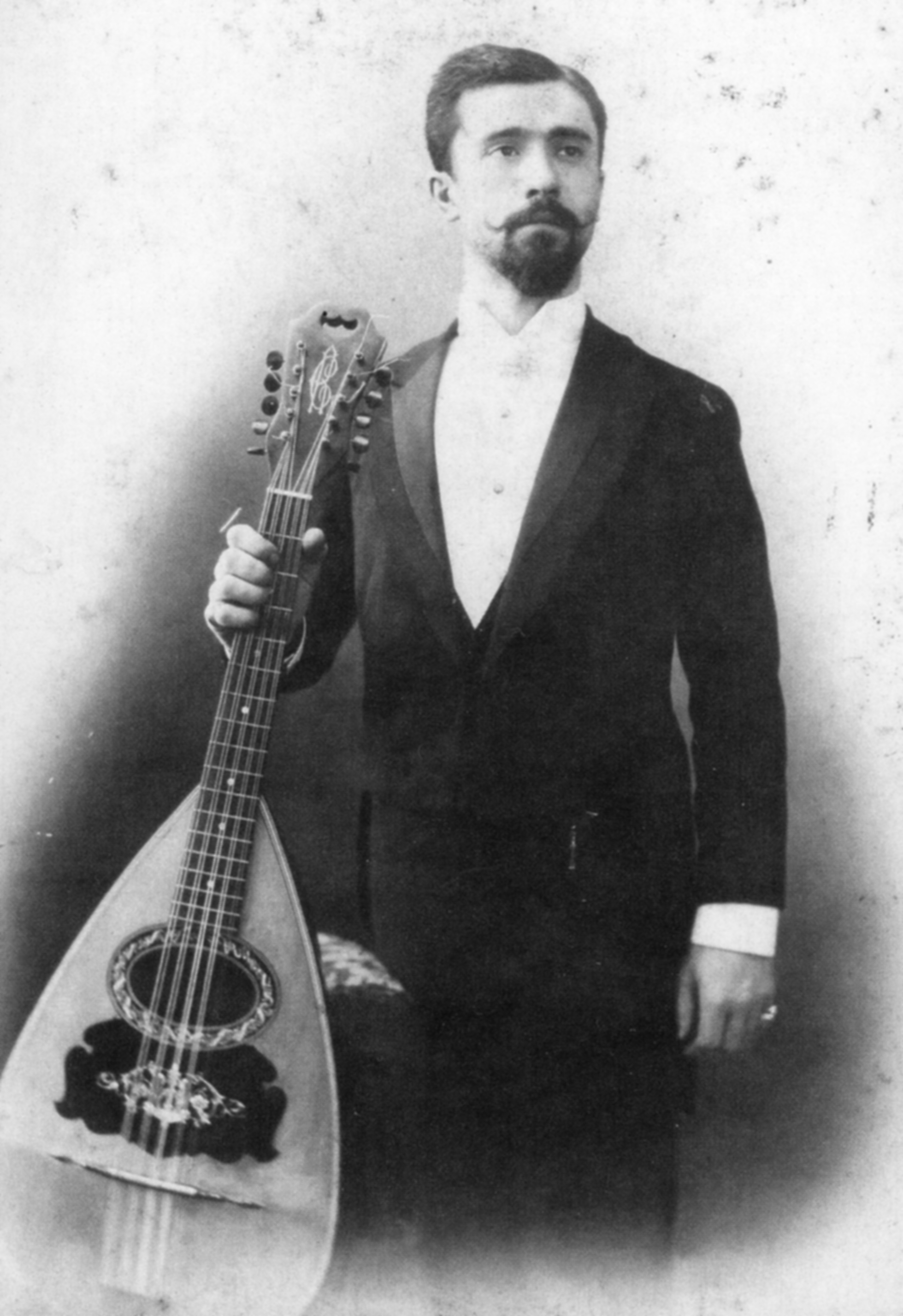
Foto del 1901 di Raffaele Calace con un liuto cantabile tratta dal libro Mandolin Memories di Samuel Adelstein, pubblicato nello stesso anno.

Raffaele Calace (Napoli, 1863 – 1934) è stato un mandolinista, compositore e liutaio italiano.

## Biografia
Nacque da una famiglia di musicisti e liutai, dei quali il capostipite fu il nonno Antonio, originario di Pignola, provincia di Potenza, trasferitosi nel 1825 a Procida, nel napoletano, dove fu confinato per la sua militanza nella Carboneria. Il padre Antonio, nato a Procida e stabilitosi a Napoli, dove nacquero i figli Nicola e Raffaele, fu anche produttore di strumenti di successo.  
Inizialmente, Raffaele Calace studiò per diventare un musicista, scoprì il mandolino e presto divenne un virtuoso di questo strumento. Dopo essersi laureato con il massimo dei voti al Regio Conservatorio di Musica di Napoli, decise di elevare il ruolo del mandolino nella musica classica. Per raggiungere questo obiettivo, girò l'Europa e il Giappone, dando concerti con il mandolino napoletano e il liuto cantabile. Il liuto cantabile è una variante di basso della famiglia del mandolino che gli studiosi ritengono che i liutai napoletani della famiglia Vinaccia abbiano creato nell'ultimo decennio del XIX secolo e che Raffaele Calace abbia successivamente perfezionato. Calace realizzò tre incisioni fonografiche di lunga durata in cui suona il mandolino e il liuto cantabile.
Compose circa 200 pezzi per mandolino e tra questi concerti per assolo di mandolino e composizioni per mandolino e altri strumenti: duetti con pianoforte, combinazioni di trio con mandola e chitarra, il Quartetto di mandolini romantici (due mandolini, mandola e chitarra) e alcuni quintetti.
Scrisse anche opere pedagogiche, tra cui un metodo per mandolino, Schule für Mandoline, e un metodo per suonare il liuto cantabile. Il metodo del mandolino fu pubblicato nel 1910 ed elabora gli insegnamenti dei mandolinisti italiani del XVIII secolo da Giovanni Battista Gervasio (1725-1785 ca.) a Gabriele Leone (1725-1790 ca.) e altri. Mostra lo sviluppo del tradizionale stile di esecuzione italiano. La scuola Calace costituisce un punto di riferimento per il mandolino moderno, assieme a Carlo Curti, che popolarizzò lo strumento negli Stati Uniti e Messico, Silvio Ranieri (1882-1956), un virtuoso romano che si stabilì a Bruxelles, e l'italiano nazionalizzato statunitense Giuseppe Pettine.
Raffaele Calace e suo fratello Nicola (1859-1923), anche lui musicista, divennero anche produttori di strumenti nella famiglia del mandolino napoletano. Introdussero miglioramenti nelle tecniche di costruzione e modernizzarono il mandolino napoletano. Tra le altre novità, ampliarono la cassa armonica e - come il liutaio romano Luigi Embergher - estesero la tastiera sul foro del suono per aumentare la gamma.
Quando Nicola Calace emigrò negli Stati Uniti, nel 1898, Raffaele continuò ad operare nel laboratorio dei Calace con sua figlia Maria (anch'essa suonatrice di mandolino) e suo figlio Giuseppe. Oggi l'atelier Calace è gestito dal nipote, Calace Raffaele Jr.